# Quartieri di Zurigo
I quartieri di Zurigo sono ripartiti in 12 distretti (Kreise), per un totale di 34 quartieri.
L'origine di questa suddivisione è da ricercare nell'incorporazione da parte della città di Zurigo, tra il 1893 e il 1934, dei 19 comuni autonomi circondanti il territorio comunale. Questi comuni possedevano ancora una forte identità paesana che si cercherà di preservare mediante le numerose associazioni di quartiere (Quartierverein), che ancora oggi si impegnano per gli interessi della popolazione locale. Le sezioni locali dei partiti sono pure presenti nella quotidianità delle diverse zone.
In ogni zona vi è un Kreisbüro (letteralmente: "ufficio di circolo"), che svolge le funzioni di uno sportello dell'anagrafe occupandosi, ad esempio, di registrare i nuovi residenti. I quartieri più grandi dispongono di un  proprio Quartierbüro. Le diverse zone sono di centrale importanza per quanto riguarda le statistiche demografiche della città.
Politicamente, invece, i Kreise hanno perso di rilevanza da quando le zone più piccole sono state accorpate ad altre zone in occasione di votazioni ed elezioni, andando a formare differenti circoscrizioni elettorali (Wahlkreise). Il numero delle circoscrizioni elettorali oscilla da 5 a 9, a seconda della tematica in votazione. Anche la circoscrizioni scolastiche e le parrocchie non coincidono più con le zone.

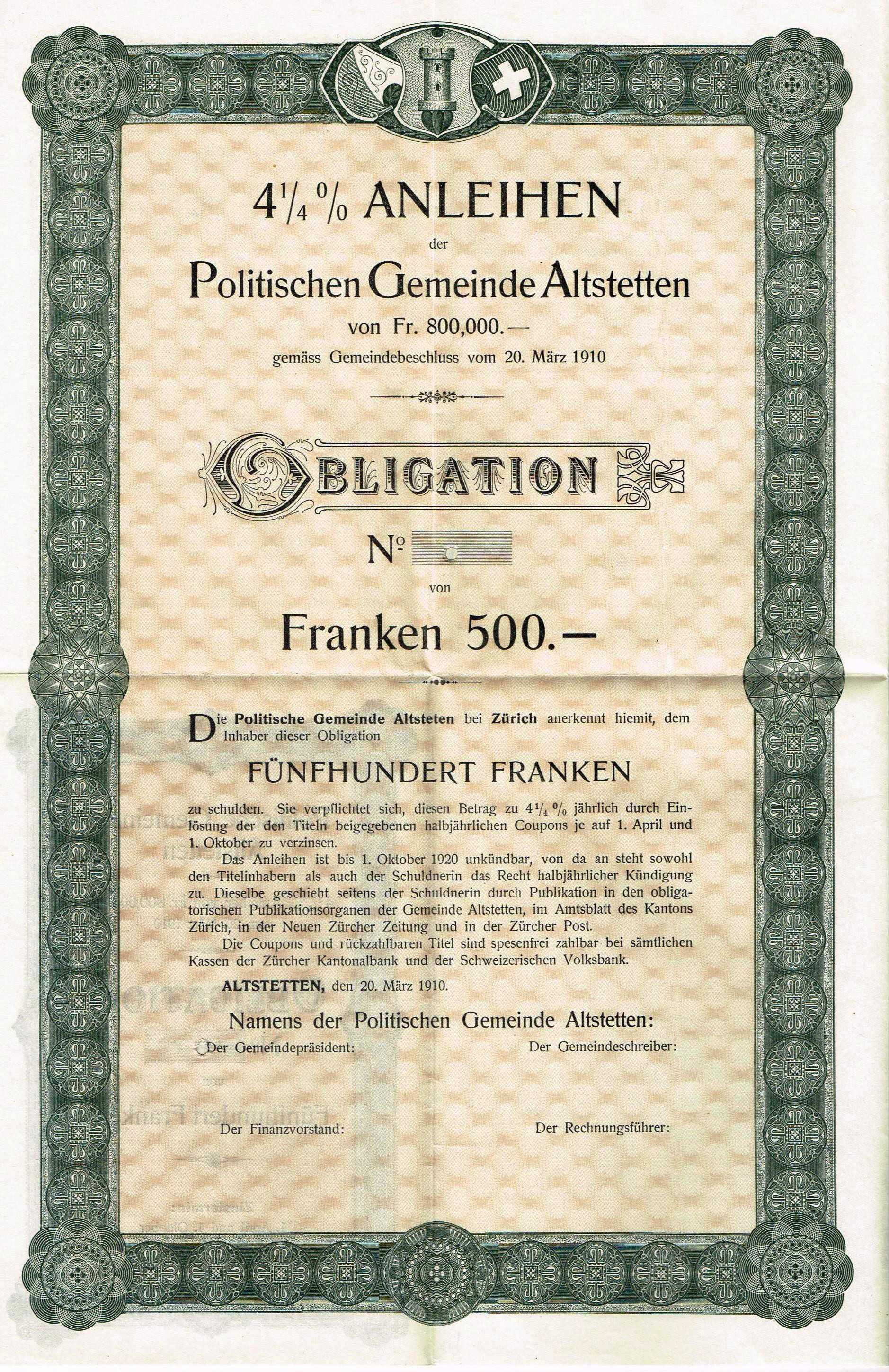

## Lista
|  |  |  |

| Distretto                     | Localizzazione      | Stemma                                      | Quartiere                               | Codice BFS                  | Incorporazione | Superficie in km²   | Popolazione 2005         | Cittadini stranieri     |
| ----------------------------- | ------------------- | ------------------------------------------- | --------------------------------------- | --------------------------- | -------------- | ------------------- | ------------------------ | ----------------------- |
| Distretto 1 Altstadt          | Zurigo              | Distretto 1                                 | Rathaus Hochschulen Lindenhof City      | 261011 261012 261013 261014 | prima del 1893 | 0.38 0.56 0.23 0.64 | 3,081 695 950 846        | 23.9% 27.5% 20.3% 28.3% |
| Distretto 2                   | Distretto 2         | Wollihofen · Leimbach · Enge                | Wollishofen Leimbach Enge               | 261021 261023 261024        | 1893           | 5.75 2.92 2.40      | 15,592 4,867 8,375       | 22.9% 23.0% 26.0%       |
| Distretto 3 Wiedikon          | Distretto 3         | Wiedikon · Friesenberg                      | Alt-Wiedikon Friesenberg Sihlfeld       | 261031 261033 261034        | 1893           | 1.85 5.15 1.64      | 14,971 10,360 20,554     | 32.3% 22.9% 36.5%       |
| Distretto 4 Aussersihl        | Distretto 4         | Aussersihl                                  | Werd Langstrasse Hard                   | 261041 261042 261044        | 1893           | 0.31 1.13 1.46      | 3,878 10,368 12,715      | 33.2% 41.5% 46.2%       |
| Distretto 5 Industriequartier | Distretto 5         | Industriequartier                           | Gewerbeschule Escher Wyss               | 261051 261052               | 1893           | 0.73 1.27           | 9,690 2,727              | 39.3% 26.1%             |
| Distretto 6                   | Distretto 6         | Unterstrass · Oberstrass                    | Unterstrass Oberstrass                  | 261061 261062               | 1893           | 2.46 2.64           | 19,921 9,494             | 23.6% 24.7%             |
| Distretto 7                   | Distretto 7         | Fluntern · Hottingen · Hirslanden · Witikon | Fluntern Hottingen Hirslanden Witikon   | 261071 261072 261073 261074 | 1893 1934      | 2.84 5.05 2.20 4.93 | 7,325 10,100 6,859 9,864 | 23.7% 23.6% 19.4% 17.3% |
| Distretto 8 Riesbach          | Distretto 8         | Riesbach                                    | Seefeld Mühlebach Weinegg               | 261081 261082 261083        | 1893           | 2.45 0.63 1.72      | 4,923 5,577 4,843        | 28.7% 24.6% 25.3%       |
| Distretto 9                   | Distretto 9         | Albisrieden · Altstetten                    | Albisrieden Altstetten                  | 261091 261092               | 1934           | 4.60 7.47           | 17,226 28,278            | 25.6% 37.0%             |
| Distretto 10                  | Distretto 10        | Höngg · Wipkingen                           | Höngg Wipkingen                         | 261101 261102               | 1934 1893      | 6.98 2.11           | 20,773 15,446            | 19.6% 31.1%             |
| Distretto 11                  | Distretto 11        | Affoltern · Oerlikon · Seebach              | Affoltern Oerlikon Seebach              | 261111 261115 261119        | 1934           | 6.04 2.67 4.72      | 18,733 19,585 19,879     | 30.6% 33.7% 36.0%       |
| Distretto 12 Schwamendingen   | Distretto 12        | Schwamendingen                              | Saatlen Schwamendingen Mitte Hirzenbach | 261121 261122 261123        | 1934           | 1.13 2.23 2.62      | 6,727 10,322 11,265      | 31.6% 40.6% 37.5%       |
| Zurigo                        | Distretti di Zurigo | Zurigo                                      |                                         |                             |                | 91.88               | 366'809                  | 30.2%                   |